# Qujie
Qujie (kinesiska: 曲界) är en köping i sydöstra Kina. Den ligger i Xuwen härad i staden Zhanjiang i provinsen Guangdong, omkring 420 kilometer sydväst om provinshuvudstaden Guangzhou. Antalet invånare är 43 476. Befolkningen består av 20 758 kvinnor och 22 718 män. Barn under 15 år utgör 22,0 %, vuxna 15-64 år 69 %, och äldre över 65 år 7,0 %.